# فاليريا كوسلوفا
فاليريا كوسلوفا (بالروسية: Валерия Козлова)‏ هي طبالة ومغنية وعارضة روسية، ولدت في 22 يناير 1988 في موسكو في روسيا.

## وصلات خارجية
- فاليريا كوسلوفا على موقع IMDb (الإنجليزية)
- فاليريا كوسلوفا على موقع ميوزك برينز (الإنجليزية)
- فاليريا كوسلوفا على موقع ديسكوغز (الإنجليزية)
- فاليريا كوسلوفا على موقع كينوبويسك (الروسية)